# Kabupaten Kepulauan Siau Tagulandang Biaro
Kabupaten Kepulauan Siau Tagulandang Biaro är ett kabupaten i Indonesien.   Det ligger i provinsen Sulawesi Utara, i den nordöstra delen av landet, 2 300 km öster om huvudstaden Jakarta.